# Чхолли чансон
Чхолли чансон (кор. 천리장성, «Стена длиной в тысячу ли») — средневековый комплекс оборонительных сооружений на северных и северо-западных границах северокорейских государств.

## Когурё
Образовавшаяся в начале VII века на китайских землях империя Тан вскоре начала проявлять активность на северо-восточном направлении. Для защиты от возможного вторжения власти Когурё в 631 году начали сооружать серию укреплённых пунктов вдоль реки Ляохэ. Эта серия укреплений была закончена в 647 году. Руководивший строительством генерал Ён Кэсомун в 642 году сверг короля Ённю и посадил на престол его племянника Поджана, сосредоточив в своих руках реальную власть в стране.
Построенная Ён Кэсомуном цепь укреплений протянулась примерно на 1000 км по Маньчжурии от современного уезда Нунъань в составе Чанчуня до современного района Цзиньчжоу в составе Даляня. Эта линия укреплений сыграла свою роль во время войн Когурё с империей Тан.

## Корё
В 1033 году король Токчо велел Юсо построить вдоль северной границы Корё каменную стену, чтобы соединить между собой цепь крепостей, построенных при Хёнджоне. Эта стена была закончена в 1044 году, и должна была защищать страну от киданей и чжурчжэней.
Остатки стены, возведённой государством Корё, в настоящее время можно увидеть в КНДР в уезде Ыйджу провинции Пхёнан-Пукто и в уезде Чонпхён провинции Хамгён-Намдо.